# Asura conferta
Asura conferta är en fjärilsart som beskrevs av Walker 1854. Asura conferta ingår i släktet Asura och familjen björnspinnare. Inga underarter finns listade i Catalogue of Life.